# Nephodia nigrisignata
Nephodia nigrisignata är en fjärilsart som beskrevs av W. Warren 1904. Nephodia nigrisignata ingår i släktet Nephodia och familjen mätare. Inga underarter finns listade i Catalogue of Life.